# رجحان نقدینگی
در نظریه اقتصاد کلان، رجحان نقدینگی (به انگلیسی: Liquidity preference) تقاضای پول است که همان نقدینگی محسوب می‌شود. این مفهوم برای اولین بار توسط جان مینارد کینز در کتاب خود با عنوان «تئوری عمومی اشتغال، بهره و پول» (۱۹۳۶) تهیه شد تا تعیین نرخ بهره را از طریق عرضه و تقاضا برای پول توضیح دهد. کینز استدلال می‌کند که نرخ‌های بهره، نمی‌تواند یک پاداش برای صرفه جویی باشد. از جمله، اگر یک فرد جمع پس‌انداز خود را به صورت نقدی نزد خود نگه دارد. بهره به جای پاداش صرفه جویی بودن، در تحلیل کینزی، پاداش مشارکت با نقدینگی است. به گفته کینز، پول، نقدشونده‌ترین دارایی است. نقدشوندگی یکی از ویژگی‌های یک دارایی است. هر چه یک دارایی سریعتر به پول تبدیل شود، نقد شوندگی بیشتری دارد.
به گفته کینز، تقاضای نقدینگی با سه نوع تقاضا تعیین می‌شود: 
1. تقاضای معاملاتی: مردم برای اطمینان از معاملات اساسی ترجیح می‌دهند از نقدینگی برخوردار باشند، زیرا درآمد آنها دائماً در دسترس نیست. میزان نقدینگی درخواستی با سطح درآمد تعیین می‌شود، یعنی هرچه درآمد بالاتر باشد، معاملات سنگین تر و بیشتری انجام می‌دهیم و پول بیشتری درخواست می‌شود.
2. تقاضای احتیاطی: مردم در صورت بروز مشکلات غیرمنتظره اجتماعی که نیاز به هزینه‌های غیرمعمول دارند، نقدینگی را ترجیح می‌دهند. با افزایش درآمد میزان درخواستی برای این منظور افزایش می‌یابد.
3. تقاضای سفته بازی: مردم نقدینگی را حفظ می‌کنند تا موقعیت‌های مناسب سرمایه‌گذاری را از دست ندهند. وقتی نرخ بهره کاهش می‌یابد، مردم تا زمان افزایش نرخ بهره، پول بیشتری برای نگه داشتن دارند و این باعث کاهش قیمت اوراق موجود می‌شود تا بازده آن مطابق با نرخ بهره باشد؛ بنابراین، هرچه نرخ بهره پایین‌تر باشد، پول بیشتری نیز درخواست می‌شود (و بالعکس).

رابطه نقدینگی-ترجیح را می‌توان به عنوان یک الگو از پول درخواست شده در هر نرخ بهره متفاوت به صورت نمودار نشان داد. عرضه پول به همراه منحنی نقدینگی-ترجیح برای بدست آمدن نرخ بهره، در تعمل اند. (به مدل IS / LM مراجعه کنید).

## رقبا
رقیب اصلی در تئوری رجحان نقدینگی، نظریه اولویت زمانی است که ترجیح نقدینگی در واقع «پاسخی» بود.

## انتقادها
در انسان، اقتصاد و حکومت(۱۹۶۲)، موری روتارد معتقد است که تئوری رجحان نقدینگی از یک تناقض رنج می‌برد. کینز ادعا می‌کند که نرخ بهره با رجحان نقدینگی تعیین می‌شود. اما در عمل، کینز نرخ بهره را تعیین‌کننده رجحان نقدینگی می‌داند. Rothbard اظهار داشت: «بنابراین کینزی‌ها نرخ بهره را آنطور که معتقدند بررسی نمی‌کنند، بلکه به عنوان نوعی نیرو مرموز و غیر قابل توضیح که خود را بر سایر عناصر سیستم اقتصادی تحمیل می‌کند، می‌شناسند.»
انتقاد همچنین از اقتصاددانان نئوکینزی نشأت می‌گیرد، مانند مدار آلین پرگوز، استاد اقتصاد، دانشگاه بزانکان، که "تئوری ترجیح نقدینگی کینزی را رد می‌کند … اما فقط به این دلیل که فاقد مبانی تجربی معقول در اقتصاد پولی واقعی است. "

## پیوندها
- مدل الماس - دایبویگ
- دام نقدینگی
- تقاضای پول
- بازار پول
- منبع مالی

## استنادها
1. ↑  Macroeconomic Theory, Joydeb sarkhel
2. ↑  Dimand 2008.
3. ↑  Murray N. Rothbard. "Man, Economy, and State with Power and Market" (PDF). Ludwig von Mises Institute. p. 785.
4. ↑  Parguez, Alain. "Money Creation, Employment and Economic Stability: The Monetary Theory of Unemployment and Inflation بایگانی‌شده  در ۴ مارس ۲۰۱۶ توسط Wayback Machine", Panoeconomicus, 2008, str. 39-67